# Ковыль Лессинга
Ковы́ль Ле́ссинга, ковылок (лат. Stipa lessingiana) — многолетнее травянистое растение с плотным дёрном; вид рода Ковыль (Stipa) семейства Злаки (Poaceae).

## Ботаническое описание
Плотнодерновинное многолетнее растение, стебли многочисленные, голые, зеленые с сероватым оттенком 30—70 см высотой. Соцветие малоколосковое, редкое, узкометельчатое. Листовые пластинки 0,3—0,6 мм в диаметре, снаружи острошершавые, с внутренней стороны густо покрыты короткими волосками, влагалища стеблевых листьев голые. Язычки листьев до 0,3 мм длиной. Цветоножка около 2 мм длиной, прицветные чешуйки 8—9 мм длиной, из них наружная сплошь по всей окружности и почти до самого верха усажена волосками, на самой верхушке находится венчик из волосков. Ость дважды коленчатосогнутая, 12—25 см длиной, нижнее голое и скрученное колено 3—5 см длиной, верхнее — перистое, с волосками около 3 мм длиной. Облигатный кальцефил. Цветёт в июне—июле.

## Распространение и экология
Европейско-западноазиатский вид зоны степей. В Российской Федерации произрастает в областях Центрального Черноземья, Среднего и Нижнего Поволжья, в Предкавказье, в Крыму, Дагестане, на Южном Урале, на юге Западной Сибири и Алтае.
За пределами России встречается в Средней и Восточной Европе, на Балканском полуострове, на Кавказе и в Закавказье, в Северном Иране, Средней Азии.
Лимитирующие факторы — выпас скота, прокладка дорог, распашка целинных степей, весенние палы.

## Значение и применение
В кормовом отношении ковыль Лессинга — наилучший вид из ковылей. Считается в основном пастбищным растением, но используется также и для сенокошения. Ранней весной поедается хорошо. В это время она содержит значительное количество протеина и небольшое количество клетчатки. Достаточно богата питательными веществами и её отава. В начале колошения питательная ценность растения падает, и скот начинает поедать её значительно хуже. Лучше других животных ковыль поедают лошади, несколько хуже овцы, хорошо и удовлетворительно верблюды. Сено, заготовленное до цветения, поедается всеми видами скота, особенно лошадьми. Сено, собранное во время цветения, поедается только удовлетворительно и считается среднего и даже ниже среднего качества.

## Синонимика
По данным The Plant List на 2010 год, в синонимику вида входят:
- Stipa brauneri (Pacz.) Klokov
- Stipa cyllenaea Strid
- Stipa lessingiana subsp. brauneri Pacz.
- Stipa lessingiana var. brauneri (Pacz.) Roshev.
- Stipa lessingiana subsp. cyllenaea (Strid) Strid
- Stipa lessingiana var. zeberbaueri Hack.
- Stipa pennata var. lessingiana (Trin. & Rupr.) Richt.

## Охранный статус

### В России
В России вид входит в многие Красные книги субъектов Российской Федерации: Белгородской, Воронежской, Нижегородской, Омской, Пензенской, Тюменской и Ульяновской областей, а также республик Башкортостан, Мордовия и Татарстан, и Алтайского края. Растёт на территории нескольких особо охраняемых природных территорий России.

### На Украине
Входит в Красную книгу Украины.